# BMW Strahljäger I
O BMW Strahljäger I foi um projecto da BMW para conceber um avião de caça. Seria alimentado por um único motor a jato BMW 003 e teria um armamento composto por dois canhões MK 108 de 30 mm.